# دانشگاه ایالتی کنسو
دانشگاه ایالتی کنسو (KSU) یک دانشگاه تحقیقاتی دولتی در ایالت جورجیا در منطقه شهری آتلانتا با دو پردیس، یکی در کنساو و دیگری در ماریتا در زمینی به مساحت مجموع ۵۸۱ جریب فرنگی (۲۳۵ هکتار) احداث شده‌است. این مدرسه در سال ۱۹۶۳ توسط هیئت نایب السلطنه جورجیا با استفاده از اوراق قرضه محلی و کمک هزینه فضایی فدرال در زمان توسعه اقتصادی عمده گرجستان پس از جنگ جهانی دوم تأسیس شد. دانشگاه کنسو همچنین کلاس‌هایی را در مرکز کاب گالریا، کالج ایالتی دالتون در شهرستان پاولدینگ (دالاس) برگزار می‌کند. تعداد کل ثبت نام بیش از ۴۳۰۰۰ دانشجو است که دانشگاه ایالتی کنسورا به دومین دانشگاه بزرگ ایالت جورجیا تبدیل تبدیل کرده‌است و در عین حال بزرگ‌ترین کلاس دانشجوی سال اول را در ایالت نیز دارد.
دانشگاه ایالتی کنسو بخشی از سیستم دانشگاهی جورجیا است. این دانشگاه دارای رشته‌های آکادمیک در زمینه تجارت، آموزش، مهندسی، پرستاری، فیزیکی، فناوری اطلاعات، عدالت کیفری و مدیریت ورزش است.